# Popiór
Popiór – czwarty (drugi zawierający premierowy materiał) i ostatni album studyjny grupy muzycznej Kat & Roman Kostrzewski wydany w 2019 roku nakładem własnym zespołu. Jest to pierwsza płyta nagrana w składzie z Jackiem Hiro oraz Jackiem Nowakiem.
Niedługo przed wydaniem albumu z zespołem rozstał się jego współzałożyciel, perkusista Ireneusz Loth. Wkrótce potem grupa wydała oświadczenie, iż jego następcą został Jacek Nowak, którego sprowadził do grupy Jacek Hiro (muzycy grali razem wcześniej w Virgin Snatch). Podano też informację, że album również został przygotowany z nim w składzie. Loth natomiast przeniósł się do zespołu Dragon. 
Partie perkusji oraz gitar akustycznych zostały zarejestrowane w kwietniu 2018 roku w krakowskim Lateral Sound Studio. Partie gitar, basu oraz wokalu zostały zrealizowane w domowych warunkach w okresie między majem a wrześniem 2018 roku. Zmiksowania oraz masteringu nagrań podjął się Piotr Mańkowski, gitarzysta grupy Wolf Spider. 
Materiał z tego albumu wszedł na stałe do repertuaru grupy Kat & Roman Kostrzewski, jak i kontynuującej jej tradycję formacji Popiór, której przewodniczą gitarzysta Jacek Hiro i perkusista  Jacek Nowak, którzy prawnie zarządzają spuścizną  zmarłego  Romana Kostrzewskiego.

## Lista utworów
| Nr | Tytuł utworu             | Słowa             | Muzyka                                      | Długość |
| -- | ------------------------ | ----------------- | ------------------------------------------- | ------- |
| 1. | „Łossod”                 | Roman Kostrzewski | Jacek Hiro, Roman Kostrzewski               | 2:59    |
| 2. | „Ośle”                   | Roman Kostrzewski | Jacek Hiro, Roman Kostrzewski               | 5:37    |
| 3. | „Tarło”                  | Roman Kostrzewski | Jacek Hiro, Roman Kostrzewski               | 5:23    |
| 4. | „Modłości”               | Roman Kostrzewski | Jacek Hiro, Roman Kostrzewski               | 5:40    |
| 5. | „Baba zakonna”           | Roman Kostrzewski | Jacek Hiro, Roman Kostrzewski               | 4:46    |
| 6. | „Popiór”                 | Roman Kostrzewski | Roman Kostrzewski, Michał Laksa             | 4:54    |
| 7. | „Głowy w dół spuszczone” | Roman Kostrzewski | Jacek Hiro, Roman Kostrzewski, Michał Laksa | 5:30    |
| 8. | „Dali na mszę”           | Roman Kostrzewski | Jacek Hiro, Roman Kostrzewski               | 6:10    |
|    |                          |                   |                                             | 40:59   |

## Twórcy
Opracowano na podstawie materiału źródłowego. 
| - Roman Kostrzewski - wokal - Jacek Hiro - gitara - Krzysztof Pistelok - gitara - Michał Laksa - gitara basowa - Jacek Nowak - perkusja |  | - Produkcja muzyczna - Kat & Roman Kostrzewski - Miksowanie, mastering - Piotr Mańkowski, Coverius Studio - Realizacja nagrań (partie perkusji) - Grzegorz Środa - Realizacja nagrań (partie gitar i basu) - Jacek Hiro - Realizacja nagrań (partie wokalne) - Roman Kostrzewski - Projekt okładki - Grzegorz Chudy - Zdjęcia - Jarosław Sternal, Grzegorz Kubica |

## Nagrody i wyróżnienia
- 2019: Najlepsze płyty 2019 roku według „Teraz Rocka”: 8. miejsce[13]